# エリシア・クロロティカ
エリシア・クロロティカは、アメリカ合衆国東海岸に棲むウミウシの一種である。体長20mm-30mmほどで、黄緑藻綱の一種バウケリア・リトレアから葉緑体を取り込み光合成を行う。